# 桃豹
桃豹（とう ひょう、? - 339年）は、五胡十六国時代後趙の武将。字は安歩。范陽郡の出身。石勒十八騎の一人。

## 経歴
若くして度胸があり、勇猛で騎馬に長けていたことから郷里で名が知れていた。
或る時、彼は奮い立って「大丈夫たるものが魏の太祖（曹操）に仕えたならば、万戸侯に封じられるか上将軍の地位に至らねばなるまい。そうでなければ丈夫とは言えぬ」と豪語した。時の人はこれを笑ったが、桃豹は「汝らのごとき小人には、君子豹変（君子が過ちを直ちに改め善に移る事。易経より）の意は分からんだろうな」と罵った。
その後中原に入ると、傭兵稼業を行っていた石勒に合流し、群盗となり各地を荒らして絹や宝玉を略奪して回った。以後も石勒に仕え、別将となった。
309年、将軍に任じられた。
313年4月、石虎が鄴城の三台を陥落させると、桃豹は魏郡太守に任じられ、民を慰撫した。
319年4月、石勒は桃豹を蓬関に送り込み、東晋の豫州刺史祖逖を攻撃させた。桃豹は督護の陳超を捕え、祖逖を淮南郡まで退却させた。石虎は桃豹に陳川の故城を守らせた。
320年6月、桃豹は陳川の故城を守っていたが、祖逖は将軍韓潜を派遣してその故城に入らせた。桃豹は西台を拠点とし、韓潜は東台を拠点とし、両軍は40日余り対峙した。祖逖は布袋に土を詰めて米のように見せ、1000人余りを使って台上に運び、桃豹に見せつけた。また、同時に数人に米を担がせて道中で休憩しているように見せ、桃豹軍が来ると米を棄てて逃走させた。桃豹は食料が乏しかったため、東晋軍に充分な食糧があると思い恐れた。劉夜堂は驢馬千頭を使って桃豹に食糧を送らせたが、祖逖は韓潜と馮鉄に命じて汴水でこれを奪った。桃豹は夜に乗じて城を離れ、東燕城に撤退した。
後に鎮撫都督に任じられ、さらに豫州刺史に移った。
328年8月、前趙皇帝劉曜は高候で石虎を破ると、勢いのままに洛陽を包囲した。11月、石勒は自ら洛陽の救援に向かい、桃豹も兵を率いて滎陽で合流した。12月、諸軍と共に劉曜を攻撃し、これを破った。
338年、鮮卑段部の段遼が幽州を攻めると、横海将軍に任じられ、水軍を率いてこれを討伐した。その後、官位は太保に至り、339年に死去した。
桃豹は十八騎の雄として名を馳せ、石勒へ仕える様は甚だ謹厳であったという。